# Magnus Moan
Magnus Hovdal Moan (* 26. August 1983 in Lillehammer) ist ein ehemaliger norwegischer Nordischer Kombinierer. Er wurde je einmal Olympiasieger und Weltmeister mit der Mannschaft und gehört mit 25 Einzelweltcupsiegen zu den erfolgreichsten Athleten seiner Sportart.

## Werdegang
Moan gab sein internationales Debüt im Dezember 2001 im B-Weltcup der Nordischen Kombination. Dabei verpasste er in Mobakken die Punkteränge deutlich. Im Januar startete Moan bei den Nordischen Junioren-Skiweltmeisterschaften 2002 in Schonach im Schwarzwald. Nach Rang 25 im Einzel gewann er mit der Mannschaft die Bronzemedaille im Team-Massenstart. Im Dezember 2002 errang der Norweger mit einem zweiten und einem dritten Platz in Steamboat Springs seine ersten beiden Podestplätze im B-Weltcup.
Am 1. Januar 2003 gab Moan in Oberhof sein Debüt im Weltcup der Nordischen Kombination. Dabei verpasste er aber dort sowie in Ramsau am Dachstein und in Chaux-Neuve die Weltcup-Punkteränge. Bei den Nordischen Junioren-Skiweltmeisterschaften 2003 in Sollefteå gewann er mit dem Team die Silbermedaille, verpasste aber in den Einzeldisziplinen als Fünfter im Gundersenrennen und als 14. im Sprint die Medaillenränge. Zurück im B-Weltcup gewann er das Einzelrennen in Trondheim sowie mit der Mannschaft den Teamwettkampf in Stryn.
Zur Saison 2003/04 startete Moan wieder im A-Kader und landete bereits beim Saisonauftakt in Kuusamo wieder in den Punkterängen. In Trondheim überraschte er die Konkurrenz mit Rang fünf. Am 2. Januar 2004 erreichte er in Reit im Winkl seinen ersten Weltcup-Sieg. Es blieb vorerst sein einziger Sieg. Bei den Weltmeisterschaften 2005 in Oberstdorf stellte Moan seine Stärke erstmals bei einem großen Turnier unter Beweis. Nach einem guten vierten Rang im Einzelwettbewerb gewann er mit dem Team die Goldmedaille. Eine weitere Medaille sicherte er sich mit dem zweiten Rang im Sprint. Zum Saisonende gewann er in Oslo seinen zweiten Weltcup. Einen weiteren Sieg sicherte er sich zur Saison 2005/06 in Ramsau am Dachstein. In Oberhof und Schonach stand er als Dritter ebenfalls auf dem Podium.
Bei seinen ersten Olympischen Winterspielen 2006 in Turin gewann er hinter dem Deutschen Georg Hettich und dem Österreicher Felix Gottwald Bronze im Einzel und Silber im Sprint. Im Teamwettbewerb ging er nicht an den Start. Zurück im Weltcup gewann er ungefährdet das Rennen in Lahti. Die Saison beendete er auf dem zweiten Rang der Weltcup-Gesamtwertung. Auch beim Sommer-Grand-Prix startete Moan 2006 erstmals erfolgreich und gewann nach Rang drei in Bischofshofen den Teamwettbewerb in Berchtesgaden. In die Saison 2006/07 startete Moan erfolgreich. So gewann er den Weltcup in Lillehammer und wenig später auch den Hurricane Sprint in Ramsau am Dachstein.
Bei den Weltmeisterschaften 2007 in Sapporo gewann Moan nach Silber im Sprint die Bronzemedaille im Teamwettbewerb, während er im Gundersenwettbewerb Zehnter wurde. Nach weiteren durchwachsenen Ergebnissen bis zum Saisonende beendete er den Weltcup-Winter auf Rang drei der Weltcup-Gesamtwertung. Im folgenden Jahr konnte er nicht an diesen Erfolg anknüpfen und kam nach durchwachsenen Einzelergebnissen am Ende der Saison 2007/08 nur auf Rang neun der Gesamtwertung.
Zur Saison 2008/09 kam Moan schnell wieder in der Weltspitze an. So gewann er in Trondheim, Oberhof, im Val di Fiemme, sowie in Whistler und Chaux-Neuve. Jedoch konnte er bei den Weltmeisterschaften 2009 in Liberec diese Leistungen nicht wiederholen. Lediglich im Teamwettbewerb konnte er sich mit Bronze eine Medaille sichern. In den Gundersenwettbewerben wurde er Fünfter von der Groß- und 17. von der Normalschanze, während er im Massenstartrennen als 28. das Ziel erreichte. Im Weltcup gelang ihm gegen Ende der Saison noch einmal der Sieg in Lahti, so dass er schließlich zum zweiten Mal nach 2005/06 den zweiten Rang der Weltcup-Gesamtwertung erreichte.
In der Folge verpasste erneut eine Konstanz in seinen guten Ergebnissen. In der Saison 2009/10 erreichte er noch einmal den dritten Rang der Weltcup-Gesamtwertung. Bei den Olympischen Winterspielen 2010 in Vancouver blieb er erstmals ohne Medaille. Mit der Mannschaft kam er nicht über Rang fünf hinaus in den beiden Gundersenwettbewerben wurde er Neunter von der Normal- und 15. von der Großschanze. Den Sommer-Grand-Prix 2010 beendete Moan nach zwei Siegen in Oberwiesenthal und Rang drei in Oberstdorf auf dem zweiten Gesamtrang.
Bei den Weltmeisterschaften 2011 in Oslo gewann er mit dem Norwegischen Team in beiden Mannschaftswettbewerben die Bronzemedaille und erreichte im Gundersenwettbewerb von der Normalschanze den 14. Platz. Zu Beginn der Saison 2011/12 gelang Moan nach beinahe zwei Jahren in Lillehammer wieder ein Sieg bei einem Einzelweltcup. Auch in Ramsau war er erfolgreich. In Schonach gewann er mit der norwegischen Mannschaft den Teamweltcup.
Bei den Weltmeisterschaften 2013 im Val di Fiemme verpasste er erneut eine Einzelmedaille. Lediglich im Teamwettbewerb von der Normalschanze gewann er Silber mit der Mannschaft. Im Teamsprint wurde er Fünfter, während er in den Gundersenwettbewerben die Ränge acht (Großschanze) und 17 (Normalschanze) erreichte. Nachdem Moan zur Saison 2013/14 wieder in der Weltspitze landete und bis auf zwei Ausnahmen nur Top-10-Platzierungen erreichte, bekam er einen Startplatz bei den Olympischen Winterspielen 2014 in Sotschi. Nach Rang fünf von der Normalschanze sicherte er sich im Einzel von der Großschanze die Silbermedaille. Im Teamwettbewerb feierte er gemeinsam mit Håvard Klemetsen, Magnus Krog und Jørgen Graabak seinen ersten Olympiasieg.
Bei den Weltmeisterschaften in Falun wurde er Vizeweltmeister mit der norwegischen Staffel und holte im Teamsprint die Bronzemedaille, während er in den Gundersenwettbewerben Vierter von der Groß- und 26. von der Normalschanze wurde. Seinen letzten von insgesamt 25 Einzelweltcupsiegen feierte er am 19. Dezember 2015 in Ramsau am Dachstein. Bei den Weltmeisterschaften 2017 gewann er sowohl mit der Mannschaft, als auch im Teamsprint die Silbermedaille und belegte im Gundersenwettbewerb von der Großschanze den 13. Rang. Nach drei mäßig erfolgreichen Wintern gab er seinen Rücktritt vom Leistungssport bekannt und bestritt am 9. März 2019 in Oslo sein 244. und letztes Weltcup-Rennen.

## Erfolge

### Weltcupsiege im Einzel
| Nr. | Datum             | Ort                | Disziplin        |
| --- | ----------------- | ------------------ | ---------------- |
| 01. | 2. Januar 2004    | Reit im Winkl      | Sprint           |
| 02. | 13. März 2005     | Oslo               | Gundersen        |
| 03. | 18. Dezember 2005 | Ramsau             | Sprint           |
| 04. | 4. März 2006      | Lahti              | Gundersen        |
| 05. | 2. Dezember 2006  | Lillehammer        | Gundersen        |
| 06. | 17. Dezember 2006 | Ramsau             | Hurricane Sprint |
| 07. | 30. Dezember 2007 | Oberhof            | Gundersen        |
| 08. | 6. Dezember 2008  | Trondheim          | Gundersen        |
| 09. | 27. Dezember 2008 | Oberhof            | Gundersen        |
| 10. | 11. Januar 2009   | Val di Fiemme      | Gundersen        |
| 11. | 17. Januar 2009   | Vancouver-Whistler | Gundersen        |
| 12. | 31. Januar 2009   | Chaux-Neuve        | Gundersen        |
| 13. | 8. Februar 2009   | Seefeld            | Gundersen        |
| 14. | 7. März 2009      | Lahti              | Gundersen        |
| 15. | 16. Januar 2010   | Chaux-Neuve        | Gundersen        |
| 16. | 17. Januar 2010   | Chaux-Neuve        | Gundersen        |
| 17. | 5. März 2010      | Lahti              | Gundersen        |
| 18. | 16. Januar 2011   | Seefeld            | Gundersen        |
| 19. | 24. November 2012 | Lillehammer        | Gundersen        |
| 20. | 25. November 2012 | Lillehammer        | Penalty Race     |
| 21. | 15. Dezember 2012 | Ramsau             | Gundersen        |
| 22. | 21. Dezember 2013 | Schonach           | Gundersen        |
| 23. | 11. Januar 2015   | Chaux-Neuve        | Gundersen        |
| 24. | 12. März 2015     | Trondheim          | Gundersen        |
| 25. | 19. Dezember 2015 | Ramsau             | Gundersen        |

### Weltcupsiege im Team
| Nr. | Datum           | Ort           | Disziplin    |
| --- | --------------- | ------------- | ------------ |
| 01. | 13. März 2010   | Oslo          | Staffel 1    |
| 02. | 14. Januar 2011 | Seefeld       | Staffel 2    |
| 03. | 7. Januar 2012  | Oberstdorf    | Staffel 3    |
| 04. | 4. Februar 2012 | Val di Fiemme | Teamsprint 4 |
| 05. | 5. Januar 2013  | Schonach      | Staffel 5    |
| 06. | 4. März 2016    | Schonach      | Staffel 6    |

### Grand-Prix-Siege im Einzel
| Nr. | Datum              | Ort            | Disziplin |
| --- | ------------------ | -------------- | --------- |
| 01. | 13. August 2010    | Oberwiesenthal | Gundersen |
| 02. | 14. August 2010    | Oberwiesenthal | Gundersen |
| 03. | 29. August 2012    | Val di Fiemme  | Gundersen |
| 04. | 30. September 2017 | Planica        | Gundersen |
| 05. | 1. Oktober 2017    | Planica        | Gundersen |

### Grand-Prix-Siege im Team
| Nr. | Datum           | Ort           | Disziplin    |
| --- | --------------- | ------------- | ------------ |
| 01. | 23. August 2006 | Berchtesgaden | Teamsprint 1 |

## Statistik

### Platzierungen bei Olympischen Winterspielen
| Jahr und Ort   | Wettbewerb | Wettbewerb   | Wettbewerb   | Wettbewerb |
| Jahr und Ort   | Sprint     | Gundersen NS | Gundersen GS | Team       |
| -------------- | ---------- | ------------ | ------------ | ---------- |
| Turin 2006     | 02.        | 03.          | –            | –          |
| 2010 Vancouver | –          | 09.          | 15.          | 05.        |
| 2014 Sotschi   | –          | 05.          | 02.          | 01.        |

### Platzierungen bei Weltmeisterschaften
| Jahr und Ort       | Wettbewerb | Wettbewerb   | Wettbewerb   | Wettbewerb  | Wettbewerb | Wettbewerb | Wettbewerb |
| Jahr und Ort       | Sprint     | Gundersen NS | Gundersen GS | Massenstart | Team NS    | Team GS    | Teamsprint |
| ------------------ | ---------- | ------------ | ------------ | ----------- | ---------- | ---------- | ---------- |
| 2007 Sapporo       | 02.        | 10.          | –            | –           | –          | 03.        | –          |
| 2009 Liberec       | –          | 17.          | 05.          | 28.         | –          | 03.        | –          |
| 2011 Oslo          | –          | 14.          | DNS          | –           | 03.        | 03.        | –          |
| 2013 Val di Fiemme | –          | 17.          | 08.          | –           | 02.        | –          | 05.        |
| 2015 Falun         | –          | 26.          | 04.          | –           | 02.        | –          | 03.        |
| 2017 Lahti         | –          | –            | 13.          | –           | 02.        | –          | 02.        |

### Weltcup-Platzierungen
| Saison  | Platz | Punkte |
| ------- | ----- | ------ |
| 2003/04 | 08.   | 552    |
| 2005/06 | 05.   | 577    |
| 2005/06 | 02.   | 961    |
| 2006/07 | 03.   | 684    |
| 2007/08 | 09.   | 667    |
| 2008/09 | 02.   | 1350   |
| 2009/10 | 03.   | 747    |
| 2010/11 | 12.   | 293    |
| 2011/12 | 12.   | 509    |
| 2012/13 | 05.   | 592    |
| 2013/14 | 04.   | 571    |
| 2014/15 | 08.   | 553    |
| 2015/16 | 15.   | 356    |
| 2016/17 | 26.   | 225    |
| 2017/18 | 30.   | 161    |
| 2018/19 | 34.   | 091    |